# لی سونگ هیونگ
لی سونگ هیونگ (انگلیسی: Lee Seung-hyung؛ زادهٔ ۱۷ فوریهٔ ۱۹۶۸) بازیگر، و بازیگر تلویزیون اهل کره جنوبی است.
از فیلم‌ها یا برنامه‌های تلویزیونی که وی در آن نقش داشته است می‌توان به پرنسس دادستان، افسانه خورشید و ماه، و جونگ میونگ اشاره کرد.